# Franz Rosenzweig

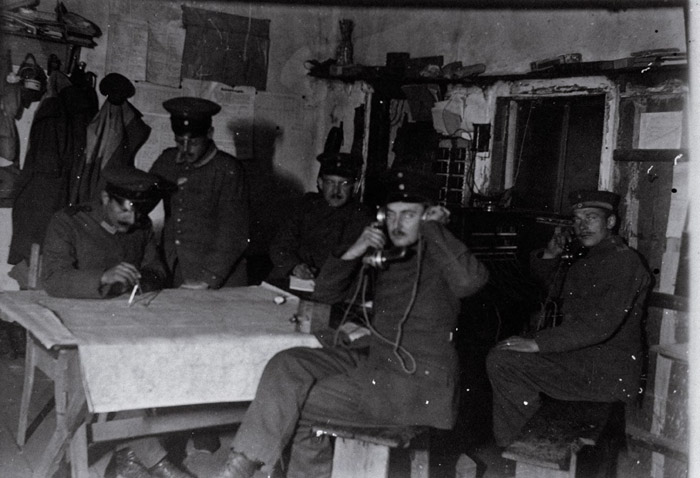
Franz Rosenzweig

Franz Rosenzweig (wym. niem. MAF: [ˌfʁant͡s ˈʁoːzn̩ˌt͡svaɪ̯k], wymowaⓘ; ur. 25 grudnia 1886 w Kassel w Niemczech, zm. 10 grudnia 1929 we Frankfurcie nad Menem) – żydowski filozof dialogu.

## Życiorys
W 1905 roku rozpoczął studia medyczne, a po dwóch latach przeniósł się do Fryburga Bryzgowijskiego, gdzie studiował historię nowożytną i filozofię. W 1912 napisał doktorat z filozofii Hegla. Wychowany w niepraktykującej rodzinie żydowskiej, na studiach zaczął przeżywać silne rozterki duchowe. Rozważał chrzest, ale ostatecznie ponownie nawrócił się na judaizm. W 1913 spotkał Hermanna Cohena.
Zaciągnął się do armii jako ochotnik i od 1915 brał udział w I wojnie światowej służąc na froncie bałkańskim jako artylerzysta.
Rozterki duchowe z czasów studiów i wojna były rozstrzygającymi doświadczeniami jego życia.
Na bazie frontowej korespondencji z Eugenem Rosenstockiem-Huessy dotyczącej relacji między chrześcijaństwem a judaizmem zaczął tworzyć system, który zawarł w swoim najważniejszym dziele pt. Gwiazda Zbawienia.
Gwiazdę Zbawienia zaczął pisać w sierpniu 1918 roku w Rembertowie pod Warszawą a skończył w Kassel w lutym 1919. Jest to wykład jego systemu metafizycznego, własnej koncepcji relacji między Bogiem, człowiekiem i światem, które połączone są ze sobą przez Objawienie (jako wydarzenie dialogu między Bogiem i człowiekiem), Stworzenie (jako wydarzenie dialogu między Bogiem i światem) oraz Zbawienie (jako wydarzenie dialogu między światem i człowiekiem). To krytyka filozofii Zachodu, przede wszystkim Hegla.
Od 1922 chorował na ALS. Pracę intelektualną utrudniał mu postępujący paraliż. Stracił zdolność pisania (grudzień 1922) i mowy (maj 1922), ale nie przerwał pracy. Przetłumaczył na niemiecki i skomentował wiersze Jehudy Halewiego, najwybitniejszego jego zdaniem poety języka hebrajskiego. Od maja 1924 wraz z Martinem Buberem pracował nad przekładem Biblii z hebrajskiego na niemiecki. Tę pracę przerwała śmierć.